# Vaccinium piperifolium
Vaccinium piperifolium är en ljungväxtart som beskrevs av Herman Otto Sleumer. Vaccinium piperifolium ingår i Blåbärssläktet, och familjen ljungväxter. Inga underarter finns listade i Catalogue of Life.